# Nacionalización de la banca en México

El presidente José López Portillo decretó la expropiación de la banca.

La nacionalización de la banca en México es un proceso mediante el cual se expropiaron los bancos comerciales mexicanos en medio de la crisis de la deuda externa a principios de los años ochenta, lo que modificó la operación del sistema financiero mexicano. El 1 de septiembre de 1982, durante su último informe de gobierno, el presidente José López Portillo anunció la nacionalización de la banca y el decreto que sentó las bases de operación del nuevo régimen. Meses más tarde reformó los artículos 25° y 28° de la Constitución.

## Antecedentes
Durante el gobierno de Luis Echeverría Álvarez, México luchó contra una crisis política que fue resultado del desgaste de las instituciones del país y del crecimiento de la clase media desde los años cincuenta que demandaba más participación en las decisiones. Asimismo, el gobierno afrontó la desaceleración económica  provocada por el resquebrajamiento del sistema monetario surgido de los Acuerdos de Bretton Woods y el entorno internacional adverso, la cual evidenció las debilidades económicas del modelo económico que se había seguido por más de un decenio, llamado desarrollo estabilizador, que fue sustituido por el esquema de desarrollo compartido. Tras un año de atonía en 1971, la política económica fue de una gran expansión del gasto público financiada con impresión de dinero (ejemplificada por la célebre frase del presidente Echeverría "las finanzas se manejan desde Los Pinos") y con endeudamiento externo que llegó a 29.5 mil millones de pesos. Con el aumento internacional del precio del petróleo, México reinició las exportaciones hacia 1975.

 
Asimismo, hubo un intento de reforma fiscal que agudizó el enfrentamiento entre el gobierno y el sector privado iniciado al principio del sexenio. Al respecto, escriben los economistas Carlos Tello y Domingo Hernández:
Con el gobierno del presidente Luis Echeverría se renovaron los esfuerzos para aumentar los ingresos tributarios del gobierno federal. En los primeros años se hace un nuevo intento de modificaciones a las leyes (se les llamó adecuaciones fiscales), pero fue poco lo que se logró: un aumento de 3 a 4% en el Impuesto a los Ingresos Mercantiles (IIM) y, con ello, una mayor armonía tributaria entre el gobierno federal y las entidades federativas, pues se subscribió un acuerdo de coordinación con ellas. Hubo, también, varios aumentos a diversos impuestos indirectos a productos específicos y ajustes al Impuesto Sobre la Renta (ISR). 
No obstante, aumentó la inflación por el excesivo gasto deficitario financiado con impresión de dinero y con deuda externa lo que, con un tipo de cambio fijo, sobre-valoró al peso frente al dólar lo que aumentó las importaciones y deterioró la balanza comercial. Por las expectativas de devaluación, hubo una fuerte fuga de capitales. Luis Echeverría finalizó su sexenio en 1976 con una crisis política y de la balanza de pagos que llevó a la devaluación del peso el 31 de agosto de 1976.  Era la primera vez que bajaba la paridad del peso, desde 1954. Todo ello afectó la confianza del pueblo mexicano.

## Durante el sexenio de López Portillo
Al asumir la presidencia, López Portillo adoptó las recomendaciones del Fondo Monetario Internacional para reducir la inflación y ajustar la balanza de pagos; por otro lado, se impusieron topes a los aumentos salariales, límites a la capacidad de endeudamiento externo del país, y se iniciaron mecanismos de supervisión internacional para las finanzas públicas.
Desde la toma de posesión, el nuevo presidente buscó una reconciliación nacional, con el sector empresarial y con otros sectores, por lo que se crearon mecanismos para compensar a los sindicatos y organizaciones campesinas. Su proyecto era dividir el sexenio en tres etapas: dos años de recuperación de la crisis, dos años de estabilización, y dos años de crecimiento acelerado. Se enfrentó con diferencias importantes al interior de su gabinete, entre los llamados "estructuralistas" y los "monetariastas".
En 1977 México descubrió yacimientos enormes de petróleo en el Golfo de México, al tiempo que aumentaban sus precios a nivel internacional. Las reservas probadas de petróleo en México aumentaron de 5 773 a 16 002 millones de barriles entre 1974 y 1977. A partir de 1978, cuando el petróleo subió hasta 12.80 dólares el barril y aumentó la plataforma de producción, inició el auge petrolero. La situación cambió abruptamente lo que se desató una "exuberancia presidencial" que llevó a hablar de una administración de la abundancia. Sin embargo, esta abundancia producto de las ganancias del petróleo provocó una gran expansión del gasto, financiado también por el aumento considerable en los niveles de endeudamiento del país debido a los excesos de liquidez a nivel mundial. Un conflicto importante se fue alimentando por los incrementos en el encaje marginal a los depósitos. Ante el alto déficit, las necesidades del sector público eran crecientes por lo que el gobierno se sobregiraba en su cuenta con el Banco de México, el cual aplicaba automáticamente altos encajes legales. La banca se volvió prácticamente una ventanilla de recaudación gubernamental.
La inestabilidad y la creciente inflación causaron una sobrevaluación del peso, por lo que las empresas e individuos aprovecharon para comprar dólares los cuales estaban baratos en términos relativos, y se aceleró la fuga de capitales ante las crecientes expectativas de que ocurriera una devaluación del peso. Ambos provocaron presiones sobre el tipo de cambio  y sobre la balanza de pagos, lo que finalmente propició una disminución en las reservas. A ello se sumó el desplome del precio de la plata y los de otros productos de exportación que el país estaba realizando como los precios del café, del camarón, del algodón, del plomo y otros que cayeron en más del veinte por ciento entre 1980 y 1981. En cambio, el petróleo continuó aumentando hasta alcanzar en el mercado mundial 37 dólares por barril en 1980. La mezcla mexicana  alcanzó 31.19 dólares en 1980 y 33.20 dólares a mediados de 1981.
En 1981 ocurrieron dos acontecimientos internacionales que alteraron el escenario económico: el primero fue la caída en los precios del petróleo en el mercado mundial por primera vez en muchos años, ante la saturación de los mercados por los aumentos de producción de muchos otros países. En el verano de 1981 hizo que el precio promedio del crudo de exportación de México descendiera a 28.69 dólares, 14% menos que en 1981. México se rehusó a disminuir el precio y decidió no modificar los contratos de venta, lo que llevó a la pérdida de clientes y la salida del director general de Pemex, Jorge Díaz Serrano. El segundo evento que modificó el escenario fue el aumento en las tasas de interés internacionales. Ante la inflación creciente en los Estados Unidos, la Reserva Federal de ese país elevó las tasas de interés que impactó las tasas a nivel mundial, lo que aumentó el costo del servicio de la deuda externa de México.
El gobierno mexicano no reparó en estos cambios sino aceleró su política expansiva del gasto público, muy por encima de lo presupuestado, lo que provocó salida de capitales y mayor endeudamiento del país. México se endeudaba con el exterior, principalmente a corto plazo, para cubrir el déficit de cuenta corriente de la balanza de pagos ( que llegó a 5.2% del PIB en 1981) y financiar las fugas de capital. El déficit del sector público como proporción del PIB aumentó sustancialmente y alcanzó el 14.1% en 1981. Ello contribuyó definitivamente al estallido de la crisis.
La inquietud de los trabajadores empeoraba de la mano de la situación macroeconómica que a su vez causó una preocupación generalizada. En este contexto, la compra de dólares y la fuga de divisas a través de la banca era un fenómeno inevitable. La  difícil situación económica se complicó más aún a mediados de 1981, cuando el gobierno mantuvo sus precios del petróleo en lugar de disminuirlos, y no tuvo éxito en disminuir el déficit público. En la formulación del presupuesto de egresos para 1982 se volvió a insistir en la fórmula tradicional que procurara el freno de la demanda agregada mediante una reducción en el gasto público, pero las expectativas de devaluación y las fugas de capitales al exterior continuaron.

## 1982: la crisis
En el mes de febrero, la especulación contra el peso y la fuga de capitales llevó a una disminución de las reservas internacionales del Banco de México. Esta pérdida significativa causó que el banco finalmente se retirara temporalmente del mercado cambiario el 17 de febrero lo que depreció el peso. La fuga de dólares comenzó a ceder pero el gobierno decretó un aumento salarial de emergencia de 10, 20 y 30% que invalidaba el impacto de la devaluación, y continuó su política expansionista financiada con impresión de dinero y deuda externa a pesar de intentos fallidos de la Secretaría de Hacienda A la crítica situación económica empeorada por las altas tasas de interés se sumaron, a lo largo de 1982, los conflictos entre grupos sociales y al interior del gobierno. En agosto, el decreto que transformó las cuentas bancarias en dólares de las personas, al ser valuadas en menos pesos que el tipo de cambio prevaleciente, representó un agravio con las clases medias pues perdieron una parte de sus ahorros. Además, el Fondo Monetario Internacional señalaba que los problemas de México eran resultado de la acelerada expansión de la economía y sugerían una reducción en el gasto y una mayor devaluación de la moneda.
En abril hubo una nueva devaluación, de 75%, ante la escasez de reservas internacionales y el plan de ajuste nuevamente falló por la inercia del gasto público y la falta de voluntad política para detenerlo. Continuó el endeudamiento externo, que llegó a 20 mil millones de dólares al 30 de junio de 1982, cuando a partir de entonces la comunidad financiera cerró su crédito a México. Para inicios de agosto, ante la falta de reservas internacionales y los compromisos de pago de deuda de corto plazo, el gobierno mexicano estableció un sistema cambiario dual, con dos tipos de cambio: el preferencial para el pago de la deuda e importaciones esenciales (50 pesos por dólar) y el libre para todo lo demás (69.50 pesos por dólar). A continuación el gobierno decretó que las cuentas bancarias en dólares se transformaran a pesos, pagaderos a 70 pesos por dólar, lo que ocasionó mucho malestar.
A lo largo de varios meses y especialmente en agosto, se intensificaron las negociaciones del gobierno mexicano con el Tesoro de los Estados Unidos, el Fondo Monetario Internacional y el Banco Mundial para encontrar una salida a los pagos de la deuda externa mexicana. El 20 de agosto de 1982 el secretario de Hacienda, Jesús Silva Herzog, anunció en Nueva York ante 700 bancos internacionales su incapacidad de pagar y solicitar una moratoria del pago del capital por los tres meses siguientes. Ello abrió la llamada crisis de la deuda de México y, de hecho, de América Latina.

## Expropiación de la banca y su proceso judicial
El 1 de septiembre de 1982 en su sexto y último informe de gobierno, ante la sorpresa de casi todos los presentes, el presidente José López Portillo dijo:

He expedido en consecuencia dos decretos: uno que nacionaliza los bancos privados del país y otro que establece el control generalizado de cambios… Es ahora o nunca, ya nos saquearon. México no se ha acabado. No nos volverán a saquear.
López Portillo, J. Sexto informe.

Si bien la percepción popular de los banqueros en todo el mundo es más bien negativa, la imagen prevaleciente en los círculos empresariales del país y del extranjero de la banca privada y de los banqueros mexicanos era una de solidez, seriedad, probidad y profesionalismo en el manejo y prestación del servicio público concesionado de la banca y del crédito, a pesar de lo expresado por el presidente de la República.
José López Portillo mencionó sus principales razones para expropiar la banca privada mexicana: por un lado, que la banca privada había obtenido ganancias excesivas en la prestación de un servicio público concesionado; por otro lado, que había creado fenómenos monopólicos con dinero aportado por el público a fin de que el crédito no se siguiera concentrando en los estratos altos de la sociedad y llegara oportuno y barato a la mayor parte del pueblo y, por último, para evitar la salida de capitales que, según él, se debía a la falta de control directo del Estado sobre el sistema financiero lo que agravaba la crisis. Entre estas medidas necesarias sobresalía, además de la expropiación de los bancos, la implantación de un control de cambios generalizado para contener las fugas de capital.
En cuanto al objeto expropiado, en el decreto correspondiente, se estableció que se expropiaban las instalaciones, edificios, mobiliario, equipo, activos, cajas, bóvedas, sucursales, agencias y todo los demás muebles e inmuebles de los bancos expropiados a favor de la nación. Quedaron exceptuadas de expropiación las Instituciones Nacionales de Crédito, la banca mixta, en la que las instituciones eran parte del gobierno y parte privadas, el Banco Obrero, además de Citibank y las oficinas de representación de bancos extranjeros.
Ante el decreto expropiatorio los banqueros se defendieron jurídicamente a través de un amparo que fue otorgado en primera instancia por el juez Efraín Polo Bernal pero luego fue rechazado en el Tribunal Colegiado. El presidente López Portillo promovió el cambio al artículo 28 constitucional para establecer el monopolio estatal del servicio de la banca y crédito, lo cual ocurrió después de la expropiación bancaria y fue aplicado de manera retroactiva. Los banqueros apelaron la constitucionalidad de la reforma al artículo 28 constitucional, que la Suprema Corte desechó en noviembre de 1983, sin entrar al fondo del asunto. Sólo dos ministros votaron en contra: Atanasio González Martínez y Alfonso López Aparicio. Con esa resolución quedó finalizado el conflicto jurídico entre los bancos y el gobierno.
Al día siguiente, el exministro José Rivera Pérez Campos les escribió una carta a los ministros disidentes González Martínez y López Aparicio que resume la trascendencia de la resolución de la Corte:
Nunca en su historia la Suprema Corte tuvo ante sí un problema más trascendental. De haber entrado a su estudio y haber llegado a adoptar una resolución congruente con el mismo estudio, habría llevado a cabo un auténtico acto de Poder Público... Y todo ello por la única razón de admitir que se discuta en los tribunales el problema de la constitucionalidad —es decir, de la juridicidad de las normas que formalmente lo son, pero que dejan pendiente el problema sustantivo—. ¡Lástima grande que nada de esto se realizara! ¡Lástima que la Suprema Corte quedara pequeña ante el llamado que le hacía la historia! 
Una vez consumada la expropiación de los bancos, se implementaron una serie de medidas en relación con la tasa de interés y respecto a las políticas del tipo de cambio que ayudaron a las empresas endeudadas en dólares mediante un subsidio que alcanzó el equivalente al 4% del PIB.

## Impactos y secuelas de la expropiación bancaria
El gobierno de López Portillo fue el que nacionalizó la banca; sin embargo, fue el régimen de Miguel de la Madrid el que tuvo que lidiar con sus secuelas, encargarse de la indemnización de los banqueros expropiados y de organizar la banca en manos del sector público. Los banqueros habían sido tradicionalmente los interlocutores del gobierno con el sector privado, el cual tradicionalmente no se involucraba en temas políticos, pero la expropiación de la banca rompió ese vínculo. A fines de 1982 surgió un movimiento político, "México en la libertad", en contra de la violación a los derechos de propiedad ocurridos en la expropiación bancaria. El movimiento estuvo liderado por el empresario Manuel Clouthier, quien impulsó la integración de las clases medias en la política mediante su incursión en el Partido Acción Nacional. A partir de entonces, el sector privado participa en la vida política del país.
Por su parte, la indemnización de los ex-accionistas de la banca se concluyó hacia el otoño de 1985, con un pago en bonos de indemnización que podían canjearse por las acciones de las empresas en manos de la banca expropiada.
Es reconocido que Miguel de la Madrid no estuvo de acuerdo con la expropiación de la banca, aunque acordó no revertir la situación totalmente. Durante los primeros años de su gobierno hubo mucho interés en restituir la confianza que había sido tan dañada por la expropiación de la banca. Permitió que el capital privado llegara a un tercio; no obstante, sí decidió que se conformara una banca mixta y competitiva en donde impulsó la banca de inversión y mesa de dinero. Fue una manera de reconciliarse con el sector privado pero sólo lo logró parcialmente.
A pesar de la crisis económica que prevaleció de 1983 hasta el final del sexenio del gobierno de Miguel de la Madrid, los números de la banca no fueron desfavorables. Ya en el gobierno de Carlos Salinas de Gortari, con su política de apertura comercial para firmar un acuerdo comercial con Estados Unidos y Canadá, y las privatizaciones de entidades públicas, logró en sus primeros años recuperar de manera paulatina la confianza de los inversionistas y los montos de inversión privada.